# STS-44
STS-44 — космічний політ багаторазового транспортного космічного корабля «Атлантіс» за програмою «Спейс Шаттл» (44-й політ програми і 10-й політ Атлантіса). Політ за програмою Міністерства оборони США.

## Екіпаж
- (НАСА): Фредерік Дрю Грегорі (3)[1] — командир
- (НАСА): Теренс Томас Генрікс (1) — пілот
- (НАСА): Джеймс Шелтон Восс (1) — фахівець польоту-1
- (НАСА): Сторі Масгрейв (4) — фахівець польоту-2
- (НАСА): Маріо Рунко молодший (1) — фахівець польоту-3
- (НАСА): Томас Джон Хеннен (1) — фахівець із вантажу

### Дублюючий екіпаж
- (НАСА): Майкл Белт (1) — фахівець із вантажу

### Розміщення екіпажу
| Сидіння | Запуск   | Посадка  | Місця 1–4 знаходяться на Польотній палубі. Місця 5–7 знаходяться на середній палубі. |
| 1       | Грегорі  | Грегорі  | Місця 1–4 знаходяться на Польотній палубі. Місця 5–7 знаходяться на середній палубі. |
| 2       | Генрікс  | Генрікс  | Місця 1–4 знаходяться на Польотній палубі. Місця 5–7 знаходяться на середній палубі. |
| 3       | Восс     | Рунко    | Місця 1–4 знаходяться на Польотній палубі. Місця 5–7 знаходяться на середній палубі. |
| 4       | Масгрейв | Масгрейв | Місця 1–4 знаходяться на Польотній палубі. Місця 5–7 знаходяться на середній палубі. |
| 5       | Рунко    | Восс     | Місця 1–4 знаходяться на Польотній палубі. Місця 5–7 знаходяться на середній палубі. |
| 6       | Хеннен   | Хеннен   | Місця 1–4 знаходяться на Польотній палубі. Місця 5–7 знаходяться на середній палубі. |

## Параметри польоту
- Маса апарата при старті — 87 919 кг.
- Вантажопідйомність — 20 240 кг.

## Місія
Запуск відбувся 24 листопада 1991 року о 23:44:00 UTC. Запуск, призначений на 19 листопада 1991 року, було відкладено через заміну та випробування несправного резервного інерціального вимірювального блоку на інерційному верхньому ступені (IUS), приєднаному до супутника Програми підтримки оборони (DSP). Запуск було перенесено на 24 листопада та відкладено на 13 хвилин, щоб дозволити орбітальному космічному кораблю поповнити зовнішній резервуар рідким киснем після незначного ремонту клапана в системі поповнення рідкого кисню на мобільній платформі запуску. Стартова маса склала 117 766 кг.
Місія була присвячена Міністерству оборони. Некласифіковане корисне навантаження включало супутник Програми підтримки оборони (DSP), DSP-16 прикріплений до інерційного верхнього ступеня (IUS-14), розгорнутий у перший день польоту. Корисне навантаження у вантажному відсіку та середній палубі включало Interim Operational Contamination Monitor (IOCM), Terra-Scout, Military Man in Space (M88-1), Air Force Maui Optical Site (AMOS), Cosmic Radiation Effects and Activation Monitor (CREAM), Shuttle Activation Monitor (SAM), обладнання для радіаційного моніторингу (RME III), візуальний функціональний тестер (VFT-1), біореакторний потік і медичний проєкт Extended Duration Orbiter, серія досліджень на підтримку Extended Duration Orbiter. Експеримент Ultraviolet Plume Instrument (UVPI) був розташований на борту раніше запущеного супутника LACE і міг бути спрямований до Атлантіса на орбіті, щоб спостерігати за результатами двигуна шатла. Однак під час цієї місії не було жодних можливостей чи перетинів.
Приземлення відбулося 1 грудня 1991 року о 22:34:44 UTC, злітно-посадкова смуга 5, авіабаза Едвардс, Каліфорнія. Дальність викочування склала 3411 м, а час розгортання становив 107 секунд. Посадкова маса становила 87 918 кг. Посадка спочатку була запланована в Космічному центрі Кеннеді на 4 грудня 1991 року, але десятиденну місію було скорочено, а посадку перенесено після того, як 30 листопада 1991 року на орбіті вийшов з ладу один із трьох інерційних вимірювальних блоків орбітального апарата. Тривале розгортання відбулося через мінімальне гальмування для тестування. Атлантіс повернувся до Кеннеді 8 грудня 1991 року. Це також була остання посадка шатла на злітно-посадкову смугу дна сухого озера.

## Дзвінки-будильники
НАСА започаткувало традицію вмикати музику для астронавтів під час проєкту Джеміні, і вперше використало музику, щоб розбудити екіпаж під час «Аполлона-15». Кожен трек спеціально обирається, часто сім'ями астронавтів, і зазвичай має особливе значення для окремого члена екіпажу або застосовний до їх повсякденної діяльності.
| День   | Пісня                                                   | Виконавець    | Присвячено           |
| ------ | ------------------------------------------------------- | ------------- | -------------------- |
| День 2 | Записане повідомлення від Патріка Стюарта               |               | Маріо Рунко          |
| День 3 | This is the Army, Mr Jones                              | Ірвінг Берлін |                      |
| День 4 | It's Time to Love (Put a little love in your heart)     | Джеймс Браун  |                      |
| День 5 | Cheesburger in Paradise                                 | Джиммі Баффет |                      |
| День 6 | Twist and Shout from Ferris Bueller's Day Off           |               |                      |
| День 7 | Бойові пісні Університету Алабами та Університету Оберн |               | Джим Восс і Ян Девіс |
| День 8 | In the Mood                                             |               |                      |

## Емблема
Розроблена членами екіпажу, емблема показує шаттл «Атлантіс», що піднімається на орбіту Землі в цілях просування пізнання людства. Кольори американського прапора — червоний, білий і блакитний — підкреслюють внесок США в освоєння космосу. На темному тлі космічного простору, що символізує таємничість Всесвіту, сяють шість зірок, що позначають членів екіпажу та їхні надії. Маленькі за розміром зірки символізують безліч американських людей, що працюють над місією «Космічний Шаттл». Зірки на прапорі символізують лідерство США у підкоренні космосу і безмежні мрії про майбутнє людства.

## Галерея

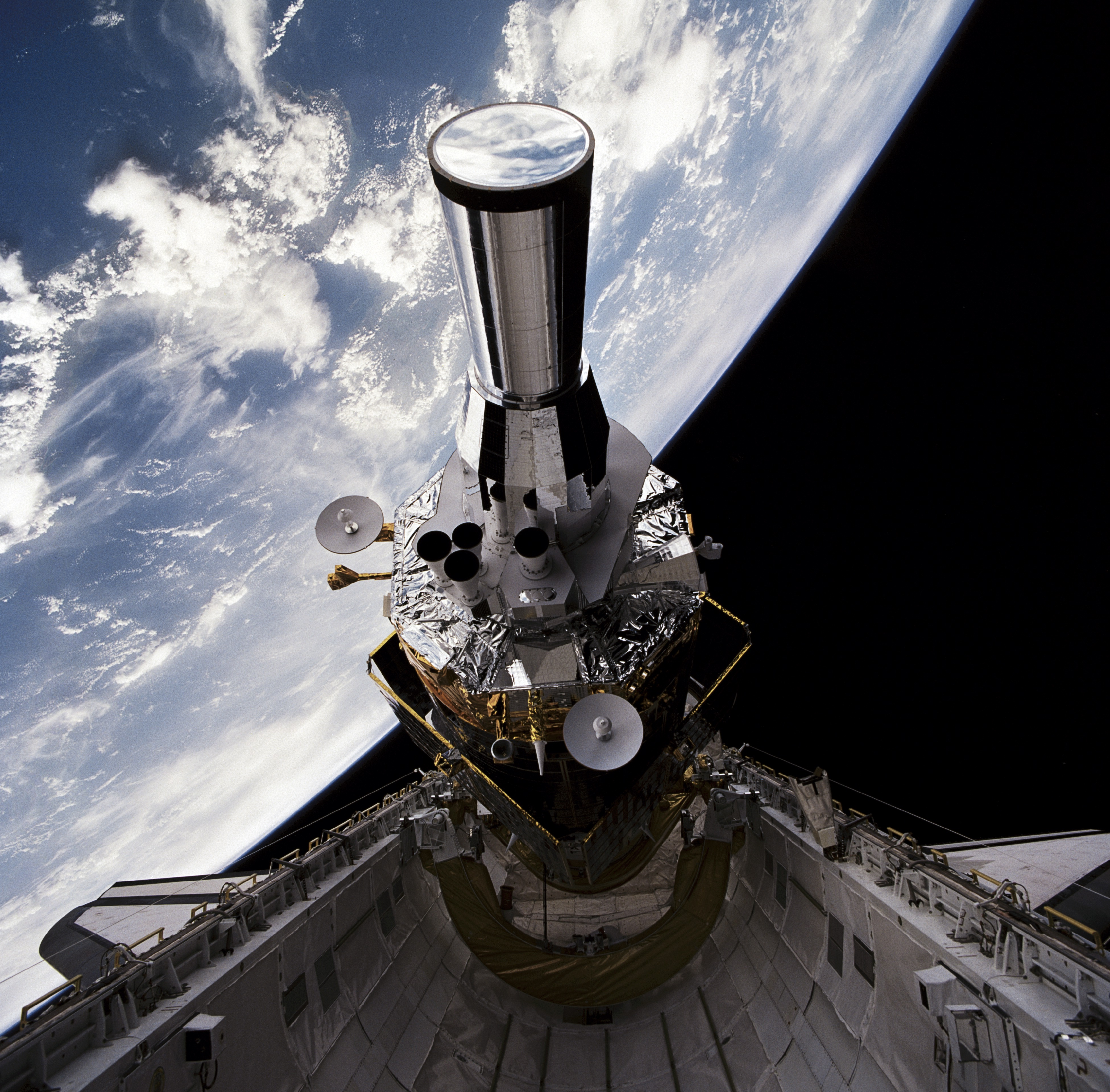
DSP у вантажному відсіку шаттла Атлантіс.
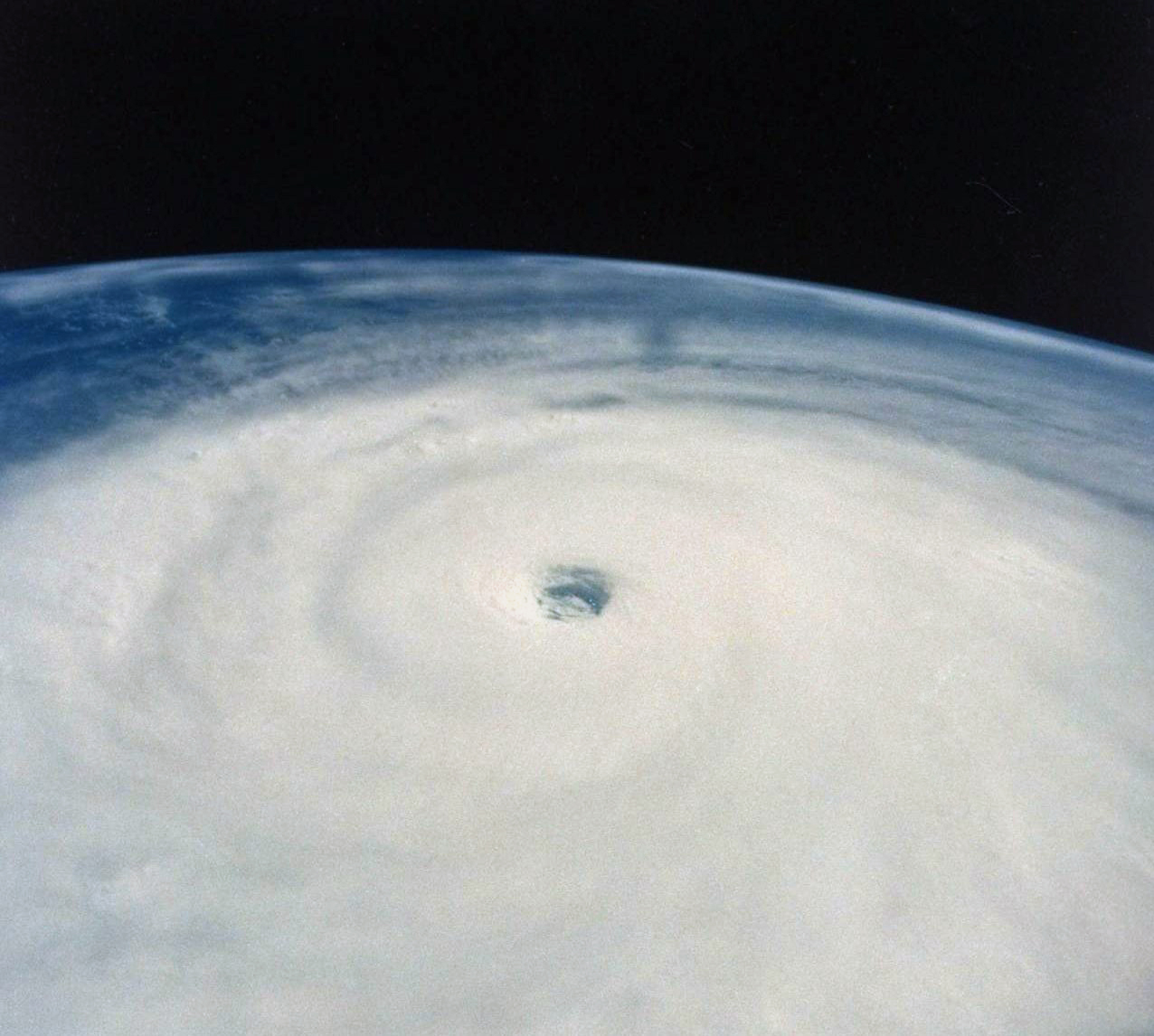
Знімок потужного тайфуну Юрій, що проходить над Тихим океаном